# Günther Schmid
Pour les articles homonymes, voir Schmid.
Günther Schmid, né en 1942 à Constance (Allemagne), est un économiste et politologue allemand.
Directeur de l'unité de recherche « politique du marché du travail et emploi » du Centre de recherche sur les sciences sociales de Berlin (WZB) et professeur de politique économique à l'Université libre de Berlin, Günther Schmid a introduit, au début des années 1990, le concept de marchés transitionnels du travail (MTT), repris en France par Bernard Gazier.
Au début des années 2000, Günther Schmid a notamment participé aux travaux de la Commission « Hartz » en Allemagne.